# Wolfgang Glock (Ruderer)

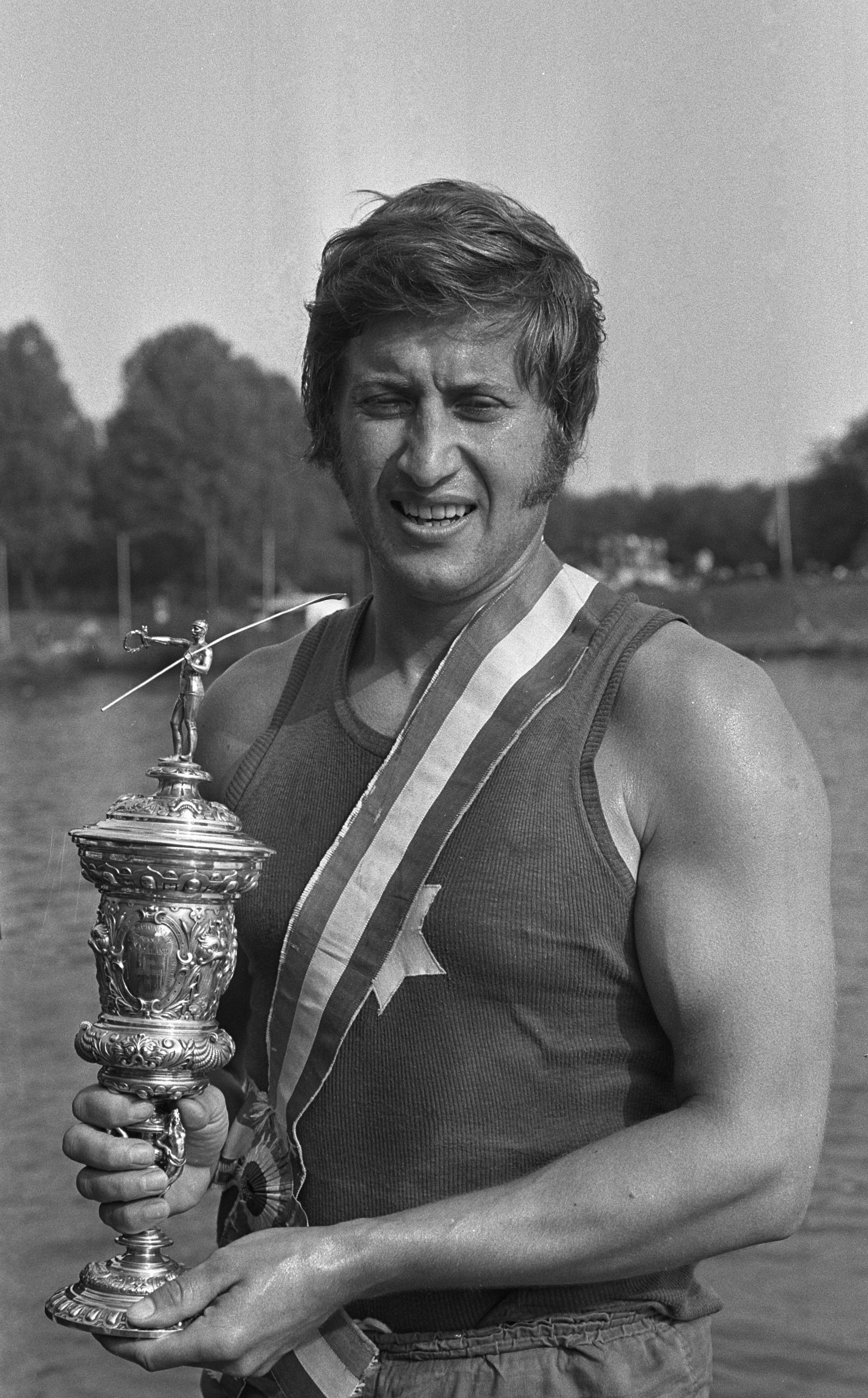
Wolfgang Glock 1972

Wolfgang Georg Glock (* 16. Januar 1944 in Frankfurt am Main) ist ein ehemaliger deutscher Ruderer, der vier deutsche Meistertitel gewann.
Der 1,84 m große Wolfgang Glock von der Frankfurter Rudergesellschaft Germania 1869 siegte bei den Deutschen Rudermeisterschaften 1967 im Doppelzweier zusammen mit Dieter Haase aus Speyer, 1968 gewann er zusammen mit dem Mainzer Udo Hild. Bei den Olympischen Spielen in Mexiko-Stadt erreichten Glock und Hild das Finale und kamen dort als Sechste ins Ziel. 1969 siegte bei den Deutschen Meisterschaften im Einer Wolfgang Glock vor Udo Hild und Jochen Meißner. 1970 gewann Hild den Titel vor dem mittlerweile für den Karlsruher Rheinklub Alemannia startenden Wolfgang Glock. 1972 gewann Wolfgang Glock im Einer seinen letzten Meistertitel, bei den Olympischen Spielen in München trat Udo Hild im Einer an.